# Odżibwejowie

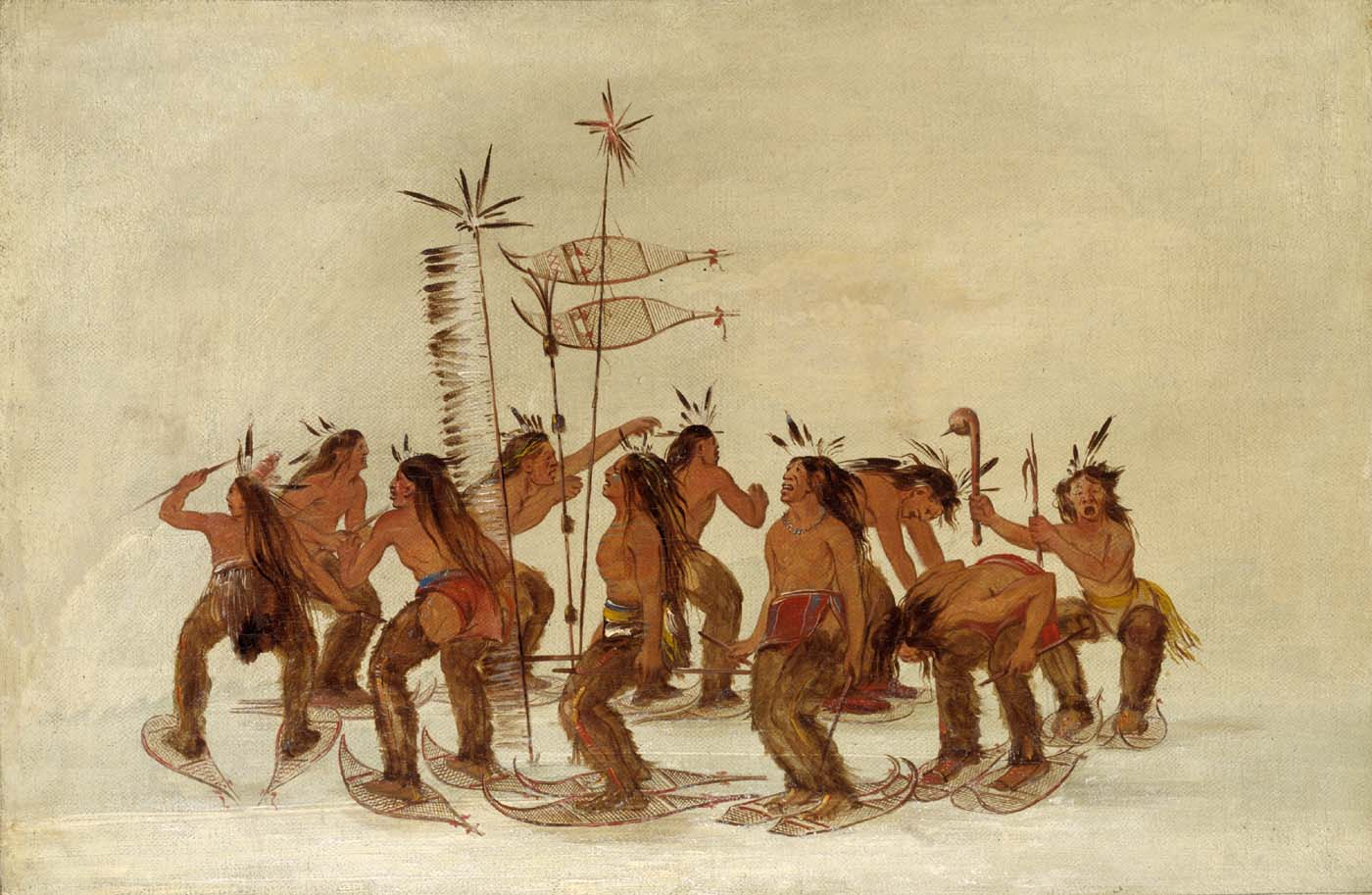
Odżibwejowie w tradycyjnym tańcu z rakietami śnieżnymi, ryc. George Catlin

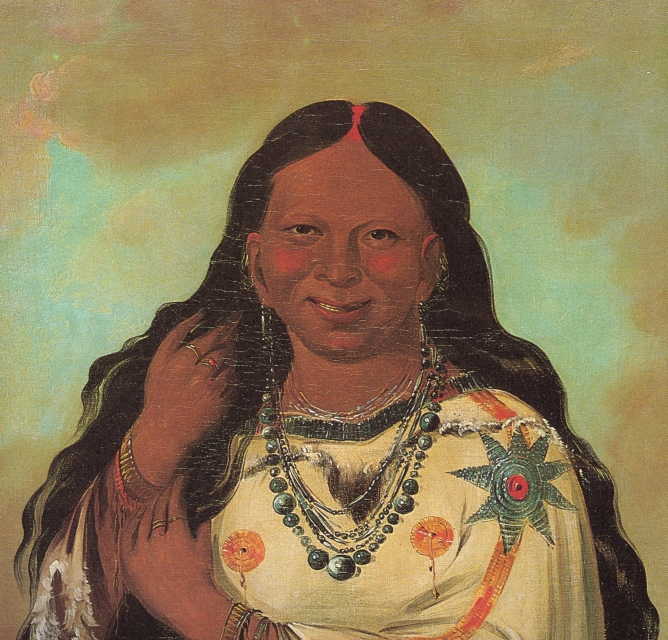
(Kei-a-gis-gis, kobieta z plemienia Odżibwejów, mal. George Catlin

Odżibwejowie lub Czipewejowie (ang. Ojibwa, Ojibwe, Ojibway, Chippewa) – rdzenna społeczność z Ameryki Północnej z algonkiańskiej grupy językowej, najliczniejsze plemię obszaru Wielkich Jezior, przynależące do grupy ludów Aniszinabe. Odżibwejowie są trzecią co do wielkości grupą rdzennej ludności w Ameryce. Nazwa „Ojibwa” pochodziła od algonkiańskiego „kurczyć przez przypiekanie” i oznaczała charakterystyczne szwy wypalane na mokasynach i odzieży. „Chippewa” jest zniekształconą nazwą „Ojibwa”.

## Historia i obszar zamieszkiwania
Początkowo Odżibwe mieszkali prawdopodobnie nad Zatoką Hudsona, stanowiąc jedno plemię z ludami Ottawa i Potawatomi, następnie grupy te rozdzieliły się. Na początku XVII wieku, gdy po raz pierwszy biali ludzie natknęli się na Odżibwejów, zamieszkiwali oni na południowym wschodzie obecnej Kanady, głównie na brzegach Jeziora Górnego.
Od XVII wieku walczyli z irokeską Konfederacją Pięciu Narodów. Odżibwejowie utrzymywali przyjazne stosunki z francuskimi kolonistami, wchodząc w skład koalicji algonkiańskiej (wojny bobrowe).
W 1653 i 1654 Irokezi zniszczyli osady Odżibwejów na wyspie Manitoulin i w okolicy dzisiejszego miasta granicznego Sault Sainte-Marie. W 1658 odżibwejskie plemiona Mississauga i Ottawa pokonały armię irokeską, liczącą ok. 2000 osób. W 1680 Odżibwejowie przeszli do ofensywy. W bitwach z plemionami Mississauga, Ottawa i Saulteur na południe od Georgian Bay Irokezi stracili wkrótce setki wojowników (Niektórzy autorzy piszą nawet o śmierci 6000 wojowników; w zawierającej m.in. analizę historycznych relacji o wojnach odżibwejsko-irokeskich pracy The Ojibwa of Southern Ontario autor przytacza bardziej realistyczne szacunki, upatrując w konflikcie tych plemion przyczynę zmniejszenia się liczby wojowników Irokezów do 1701 roku o – i tak znaczną – liczbę półtora tysiąca).
Pod koniec XVII wieku, walcząc z Irokezami w składzie koalicji algonkiańskiej (wojny bobrowe), Odżibwe rozszerzyli swój zasięg na wschód, opanowując do 1701 tereny wzdłuż wschodniego brzegu Jeziora Huron. Prowadzili ekspansję także na zachód i południe, tocząc stałe wojny z Dakotami i Lisami. Odżibwejowie podjęli kontakty handlowe z Francuzami, sprzedając im futra, a otrzymując m.in. broń palną. Dzięki temu, uzyskali przewagę w walkach z innymi plemionami, wypierając około 1750 Dakotów za Missisipi, a pod koniec XVIII w. Lisów z północnego Wisconsin. Odżibwe są uważani za jedyne plemię, które pokonało Dakotów, jednakże krwawe i bezlitosne walki między oboma plemionami trwały ze zmiennym wynikiem przez następne sto lat. Pod koniec XVIII wieku Odżibwe panowali nad większością obecnych stanów Michigan i Minnesoty i północnym Wisconsin. Sprzymierzając się z Kri i Assiniboinami przeciw Dakotom, Odżibwejowie dotarli na zachód do Turtle Mountain w Dakocie Północnej i stali się tam znani jako Odżibwejowie Równin. Część plemion osiadła jeszcze bardziej na zachód, w Montanie i w kanadyjskiej prowincji Saskatchewan.

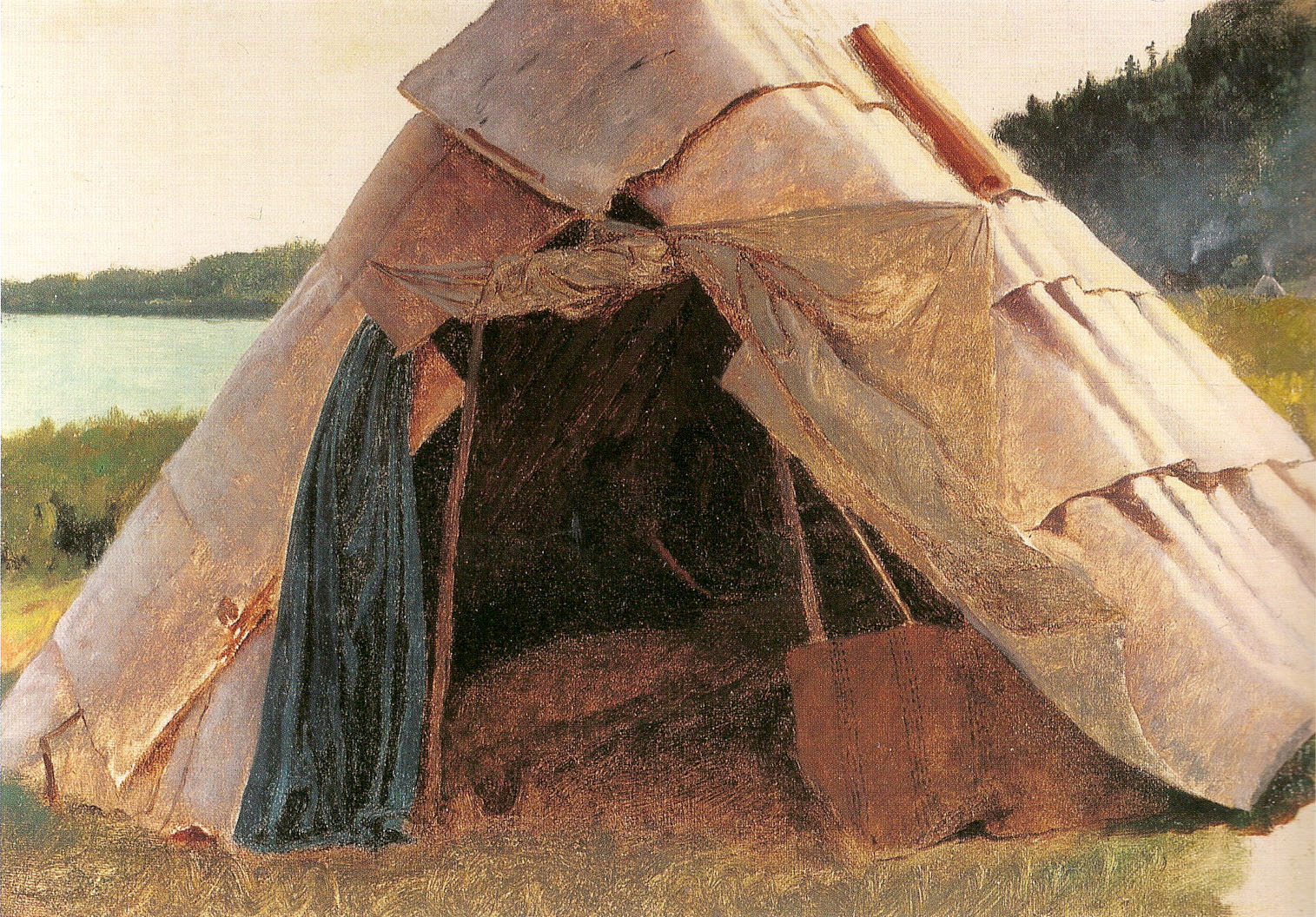
Wigwam Odżibwejów (rekonstrukcja)

Odżibwe sprzymierzyli się z Francuzami podczas wojny Brytyjczyków z rdzennymi mieszkańcami i Francuzami 1754–1763 i z Brytyjczykami podczas wojny amerykańsko-brytyjskiej w 1812. Po 1815 Odżibwe nie walczyli z białymi Amerykanami, pomijając kilka marginalnych starć, z których ostatnie miało miejsce w rezerwacie Leech Lake 5 października 1898, podczas próby aresztowania jednego z członków plemienia o imieniu Bugonaygeshig (było to ostatnie starcie armii USA w wojnach z rdzennymi społecznościami). W XIX wieku Odżibwe stopniowo wyzbyli się większości swoich ziem w USA i Kanadzie, a w USA osiedli w rezerwatach.
Większość Odżibwe, poza plemionami równin, prowadziło półosiadły tryb życia, zajmując się rybołówstwem i leśnym myślistwem, a sezonowo uprawą kukurydzy i warzyw (m.in. dyni) oraz zbieraniem dzikiego ryżu i uzyskiwaniem syropu klonowego. Mieszkali w wigwamach pokrytych korą brzozową. Jako zwierzęta juczne wykorzystywali psy, także w formie psich zaprzęgów w zimie, natomiast praktycznie nie używali koni. Z racji osadnictwa nad jeziorami i rzekami, używali szybkich łodzi kanoe z kory brzozowej. Rozwinęli formę rysunkowego pisma do celów obrzędów religijnych, zapisywanego na rolkach kory brzozowej. Poszczególne plemiona były w dużym stopniu niezależne od innych. Plemiona zamieszkujące na Wielkich Równinach prowadziły koczowniczy tryb życia, mieszkały w tipi i zajmowały się polowaniem na bizony. Ich sztuka, poezja, baśnie i cała ogólnie kultura chętnie były przyjmowane przez inne plemiona algonkiańskie.

## Odżibwejowie obecnie
Odżibwe są obecnie trzecią co do wielkości grupą rdzenną w USA (po Czirokezach i narodzie Nawaho). Ich liczba w USA przekracza 150 tysięcy. Zamieszkują północne stany USA: Michigan, Wisconsin, Minnesotę, Północną Dakotę, Montanę. Dalsze 90 tys., zgrupowanych w 130 klanach, zamieszkuje w Kanadzie. Kultura Odżibwe jest wciąż żywa i rozwija się. Podczas letnich miesięcy wielu ludzi zjeżdża się na tradycyjne spotkania pow-wow i ceremonie w różnych rezerwatach w USA i Kanadzie.

### Zadeklarowana liczebność w spisie ludności w 2000 r.
Według danych U.S. Census Bureau, podczas spisu powszechnego w 2000 r., 105 907 obywateli USA zadeklarowało, że ma pochodzenie wyłącznie Chippewa, zaś 149 669 oświadczyło, że ma pochodzenie wyłącznie lub między innymi Chippewa. Ponadto 5531 osób zadeklarowało, że pochodzi wyłącznie z grupy Rocky Boy Chippewa Cree, zaś 7104 oświadczyło, że ma pochodzenie wyłącznie lub między innymi Rocky Boy Chippewa Cree.

## Odżibwe w literaturze
Louise Erdrich, współczesna poetka i powieściopisarka amerykańska pochodzenia odżibwejskiego, napisała szereg dobrze znanych i krytycznie uznanych opowiadań a nawet powieści skleconych zeń, w tym nagrodzonej prestiżowo National Book Critics Circle Award. Są to powieści wielowątkowe, gdzie zdarzenia według narracji jednej osoby, jest często pokazana równolegle w innym rozdziale, lub aluzyjnie ukazuje się gdzie indziej. Opowiadania te pisane często w pierwszej osobie, są ustawione w tematyce współczesnych lub niedawno historycznych (lata 30. XX wieku) Odżibwe, zamieszkujących fikcyjny rezerwat/świat „gdzieś w lesistej Dakocie Północnej czy Minnesocie, opodal Kanady” i w fikcyjnym „Argus, North Dakota” (czyli, aluzyjnie: Fargo) oraz realistycznie traktowanym Minneapolis.
Wybrana bibliografia Louise Erdrich w tematyce Odżibwe:
Powieści
- Love Medicine (1984)
- The Beet Queen (1986)
- Tracks (1988)
- The Crown of Columbus [with Michael Dorris] (1991)
- The Bingo Palace (1994)
- Tales of Burning Love (1997)
- The Antelope Wife (1998)
- The Last Report on the Miracles at Little No Horse (2001)
- The Master Butchers Singing Club (2003)
- Our Souls (2004)
- The Painted Drum (2005)
- The Plague of Doves (Harper, 2008)

Poezje
- Jacklight (1984)
- Baptism of Desire (1989)
- Original Fire: Selected and New Poems (2003)

## Sławni Odżibweje
Sławne postacie w historii Ameryki Północnej to m.in.:
- Dennis Banks
- Winona LaDuke
- Adam Beach
- Leonard Peltier
- Brian Firkus
- Francis Pegahmagabow
- Trixie Mattel
- Cara Gee